# Quintillion
En mathématiques, un quintillion est l'entier naturel qui vaut 1030 (1 000 000 000 000 000 000 000 000 000 000) ou 1 000 0005 en échelle longue, soit mille quadrilliards, un million de quadrillions ou encore un milliard de trilliards. Un quintillion est alors égal à un million à la puissance cinq, d'où son nom. Mille quintillions est égal à un quintilliard.
Le préfixe correspondant à ce nombre dans le Système international d'unités (SI) est quetta, de symbole Q.
Dans les pays utilisant l'échelle courte, un quintillion représente le nombre 1018 (1 000 000 000 000 000 000), qui est appelé trillion en échelle longue.

## Autre usage
- En physique, dans le système impérial, le quintillion est une unité de mesure d'énergie valant 1018 BTU[réf. nécessaire].